# Boontawee Thepwong
Boontawee Thepwong (thailändisch บุญทวี เทพวงค์, * 2. Januar 1996 in Bangkok) ist ein thailändischer Fußballspieler.

## Karriere
Boontawee Thepwong erlernte das Fußballspielen in Pak Kret, einem nördlichen Vorort der Hauptstadt Bangkok, beim Erstligisten Muangthong United. Hier unterschrieb er 2018 auch seinen ersten Profivertrag. Nach Vertragsunterschrift wurde er die Hinserie 2018 an den Bangkok FC ausgeliehen. Der Club spielte in der dritten Liga, der Thai League 3, in der Upper Region. Nach der Hinserie wechselte er ebenfalls auf Leihbasis zum Udon Thani FC nach Udon Thani. Anfang 2020 kehrte er nach der Ausleihe zu Muangthong zurück. Nach insgesamt 56 Ligaspielen für Muangthong gab er im Juni 2023 seinen Abschied bekannt. Im gleichen Monat unterschrieb er einen Vertrag beim ebenfalls in der ersten Liga spielenden Bangkok United. Am 5. August 2023 gewann er mit Bangkok United den thailändischen Super Cup. Das Spiel gegen den Meister Buriram United im Rajamangala Stadium gewann man mit 2:0. Am Ende der Saison 2024/25 feierte er mit Bangkok seine zweite Vizemeisterschaft.

## Erfolge
Bangkok United
- Thailändischer Vizemeister: 2023/24, 2024/25
- Thailändischer Supercup-Sieger: 2023